# ولد درگمر
ولد درگمر (انگلیسی: Vlad Dragomir؛ زادهٔ ۲۴ آوریل ۱۹۹۹) بازیکن فوتبال اهل رومانی است.
از باشگاه‌هایی که در آن بازی کرده‌است می‌توان به باشگاه فوتبال آرسنال و باشگاه فوتبال پروجا اشاره کرد.
وی همچنین در تیم‌های ملی فوتبال زیر ۱۷، ۱۹، و ۲۱ سال رومانی بازی کرده‌است.